# كاولان العلياء (مهاباد)
قرية كاولان العلياء (بالكردية: کاوڵانی سەرێ) هي إحدى القرى التابعة لـكاني بازار في ريف قسم خليفان من مقاطعة مهاباد، في محافظة أذربیجان الغربیة الإيرانية.

## السكان
حسب إحصاءات سنة 2006، بلغ إجمالي السكان في كاولان العلياء 201 نسمة وعدد المساكن 31 مسكن. لغة سكان كاولان العلياء هي اللغة الكردية و هم من أهل السنة والجماعة والمذهب الشافعي.